# Aristida eludens
Aristida eludens là một loài thực vật có hoa trong họ Hòa thảo. Loài này được Allred & Valdés-Reyna mô tả khoa học đầu tiên năm 1995.